# Josep Maria Canals i Carbó
Josep Maria Canals i Carbó   (Tarragona, 21 de juny de 1898 - Barcelona, 17 de febrer de 1951) fou un futbolista català de les dècades de 1910 i 1920.
Com a juvenil formà part del Gimnàstic de Tarragona. Quan es traslladà a Barcelona ingressà a l'Universitari SC, primer al conjunt reserva i més tard al primer equip. A l'Espanyol començà a jugar d'extrem esquerre, passant més tard a jugar de defensa dret, on formà una gran parella amb Eugeni Montesinos. En total jugà 64 partits oficials en una desena de temporades. L'any 1926 es va retirar del futbol per dedicar-se a la medicina.
El 10 de juliol de 1927 es jugà un RCD Espanyol-Catalunya en homenatge a Josep Maria Canals i Casimir Mallorquí al camp de Sarrià. Els blanc-i-blaus van guanyar per 4 a 1. També jugà amb la selecció catalana.